# Boulder River Falls
Die Boulder River Falls sind Wasserfälle in der Region des Tasman District auf der Südinsel von Neuseeland.

## Geographie
Die Boulder River Falls befinden sich gut 300 m westlich des Abflusses des Boulder River vom Boulder Lake, der nördlich angrenzend an die Colosseum Ridge und südlich angrenzend an die Brown Cow Ridge zu finden ist. Von der rund 980 m hohen Fallkante der Fälle rauscht das Wasser in zwei Fallstufen über 64 m in die Tiefe.